# Verkondigingskerk in Petrovski Park
De Verkondigingskerk in Petrovski Park (Russisch: Храм Благовещения Пресвятой Богородицы в Петровском парке) is een Russisch-orthodoxe Kerk in het Noordelijk Okroeg van Moskou. De kerk staat in het district Aeroport. Het hoofdaltaar van de kerk is gewijd aan de Verkondiging aan de Moeder Gods.

## Geschiedenis
In de 19e eeuw werden in de buurt van het Petrovskipaleis veel villa's gebouwd. Anna Narysjkin, de eigenaresse van een villa, diende in 1841 een verzoek in om een parochiekerk te bouwen. Na toewijzing van het verzoek werd een eerste ontwerp gemaakt. Dit ontwerp werd echter afgewezen omdat het gebouw op een miniatuur leek van het naburige paleis. Een tweede ontwerp van de architect Fjodor Richter werd wel goedgekeurd. De bouw van de kerk begon in het jaar 1844 en eindigde in 1847.
In 1904 werd de kerk uitgebreid met een kapel voor het icoon van de Moeder Gods van Bogoljoebskaja, de inwijding vond op 25 november 1904 plaats.

## Sovjet-periode
Er is geen exacte datum bekend wanneer de kerk werd gesloten maar vermoedelijk gebeurde dit in het jaar 1934. In het naburige paleis was een militaire hogeschool gevestigd, de Technische Academie voor de Luchtvaart, en het kerkgebouw werd bij deze academie gevoegd die het gebouw als magazijn gebruikte. De belangrijkste vernielingen aan het gebouw vonden plaats in de jaren 1950-1960.

## Heropening
Na lange onderhandelingen met de hogeschool werd de kerk op 25 september 1991 teruggegeven aan de Russisch-orthodoxe kerk. Op 29 september vond een eerste viering plaats in de benedenkerk. Daarna ving men snel aan met de restauratie van het gebouw. Kerk, toren en kapellen herkregen vergulde koppen met kruisen, de veranda werd herbouwd, de gevel werd versierd met diverse mozaïeken van Patriarch Tichon van Moskou, Metropoliet Filaret van Moskou, de Annunciatie en de Drie-eenheid. Van het interieur werden de muurschilderingen gerestaureerd en een nieuwe iconostase geïnstalleerd. Bij de kerk bevindt zich een winkel met religieuze artikelen.